# 土城 (臺中市)
土城，是臺灣臺中市外埔區的一個傳統地域名稱，位於該區東北部。相較於今日行政區，其範圍大致為土城里不含西北部。

## 歷史
台灣清治末期，土城地區為一街庄，稱為「土城庄」，隸屬於苗栗三堡。該庄北隔大安溪與社苓庄、南勢林庄為界，東與新店庄為鄰，東南與中社庄為鄰，南邊為六份庄，西邊為廍仔庄。
1901年（日明治三十四年）11月，全台廢縣廳改設二十廳，該庄隸屬於苗栗廳。1903年（明治三十六年）6月，該庄編入「溪底區」，仍隸屬於苗栗廳。1909年（明治四十二年）10月，全台二十廳合併為十二廳，苗栗廳廢止，溪底區改隸屬於臺中廳。1920年（大正九年），全台地方制度大改正，該庄改制為「土城」大字，隸屬於臺中州大甲郡外埔庄。
戰後外埔庄改制為外埔鄉，隸屬於臺中縣，大字亦改制為村。1950年10月，中、彰、投分治，外埔鄉隸屬不變。2010年12月，隨著臺中縣、市合併為直轄臺中市，外埔鄉改制為外埔區，村亦改制為里。

## 聚落
本地區發展較早的聚落為土城，在日治期初期的官方地圖上已有記載。此外，本地區尚有蔗廍、中路、上安定、上廍子等聚落。

## 交通
國道1號又稱「中山高速公路」，是台灣西部兩條縱向高速公路之一，大致以東北—西南走經過土城地區東南部邊界外不遠處。東北側最近的交流道是鄉道苗51線交會口的三義交流道，西南側最近的是可與市道132號相連結的后里交流道。由此等可快速前往國道1號沿線各地。
區道中26線（土城路）是外水尾至五崁腳的道路，大致以西北西—東南東走向轉西北—東南走向經過本地區中南部。由該道路向西北西轉西南西可前往廍子、馬鳴埔、大甲東、山腳南部並止於市道132號路口，向東南可前往中社地區西部的五崁腳並止於區道中33線路口。
區道中28線（土城西路、土城北路）是土城至泰安的道路，其西側端點位於本地區中部偏西土城聚落的區道中26線路口。由此向東北轉東再轉東南蜿蜒出境後，轉東南東可前往新店、公館、七塊厝東部並止於區道中32線路口。

## 學校
- 安定國小